# گمینا ژنبیتسه
گمینا ژنبیتسه (به لهستانی:  Gmina Ziębice) یک گمینا در لهستان است که در شهرستان زانبکوویتسه شلانسکیه واقع شده‌است. گمینا ژنبیتسه ۲۲۲٫۲۴ کیلومتر مربع مساحت و ۱۸٬۲۵۴ نفر جمعیت دارد.
گمینا ژنبیتسه (Gmina Ziębice) یک گمینا (بخش یا ناحیه) در استان سیلزی سفلی لهستان است و در شهرستان زانبکوویتسه شلانسکیه (Ząbkowice Śląskie) واقع شده است. این منطقه با مساحت ۲۲۲٫۲۴ کیلومتر مربع و جمعیتی بالغ بر ۱۸٬۲۵۴ نفر، به دلیل موقعیت جغرافیایی خود در منطقه تاریخی سیلزی، از پیشینه‌ی فرهنگی و تاریخی غنی برخوردار است.
مرکز اداری و مهم‌ترین شهر گمینا، شهر ژنبیتسه است که یکی از شهرهای باستانی لهستان محسوب می‌شود. ژنبیتسه با معماری قدیمی، کوچه‌های باریک، کلیساها و ساختمان‌های قرون وسطایی خود، جلوه‌ای خاص به این ناحیه بخشیده است. کلیسای سنت پیتر و پائول (Saint Peter and Paul) که قدمتی چند صد ساله دارد و به‌خاطر معماری گوتیک خود مشهور است، یکی از مکان‌های دیدنی این منطقه به‌شمار می‌رود.
از لحاظ جغرافیایی، گمینا ژنبیتسه در مناطق حاصلخیز قرار دارد که آن را به یک منطقه مناسب برای کشاورزی تبدیل کرده است. اقتصاد این منطقه بیشتر بر پایه کشاورزی و دامپروری استوار است و بسیاری از ساکنان آن در این صنایع فعالیت دارند. همچنین صنایع دستی و تولیدات محلی، مانند فرآورده‌های لبنی و محصولات کشاورزی نیز در این منطقه رایج است.
گمینا ژنبیتسه دارای زیرساخت‌های مناسبی برای گردشگری است و طبیعت زیبا، جنگل‌های سرسبز و پارک‌های محلی این ناحیه را به مکانی محبوب برای علاقه‌مندان به طبیعت‌گردی تبدیل کرده است. این منطقه، با مسیرهای پیاده‌روی و دوچرخه‌سواری متعدد، فرصت‌های خوبی برای فعالیت‌های ورزشی و تفریحی فراهم می‌کند.
ژنبیتسه به دلیل موقعیت خاص خود در استان سیلزی سفلی، از شبکه حمل و نقل خوبی برخوردار است و به شهرهای مجاور و همچنین مراکز صنعتی استان دسترسی مناسبی دارد. این دسترسی آسان به شبکه‌های جاده‌ای و راه‌آهن باعث توسعه اقتصادی و ارتباطات اجتماعی در این منطقه شده و امکانات مناسبی را برای تجارت و مبادلات اقتصادی فراهم کرده است.